# با مدیر برنامه‌ام تماس بگیر
با مدیر برنامه‌ام تماس بگیر (به ترکی استانبولی: Menajerimi Ara) مجموعهٔ تلویزیونی ترکیه‌ای در ژانر درام و کمدی تولید شرکتآی یاپیم، به کارگردانی علی بیلگین و دنیز چلبی دیکیلیتاش، فیلمنامه آن توسط اوراش گونش و ولکان یازیچی نوشته‌شده‌است. اولین قسمت آن در ۲۵ اوت ۲۰۲۰ پش شده‌است. این مجموعهٔ تلویزیونی با ترکیب درام و کمدی، روایت کننده داستان زندگی چهار مدیر آژانس استعدادیابی با دستیاران خود در یک آژانس استعداد یابی معتبر است. در هر قسمت، بازیگران صنعت سینما و تلویزیون در این مجموعهٔ تلویزیونی به عنوان میهمان شرکت می‌کنند و ایفای نقش می‌کنند. این مجموعه اقتباسی از مجموعهٔ تلویزیونی فرانسوی به نام کارگزار مرا خبر کنید! است. این مجموعه تلویزیونی پس از پخش قسمت ۴۵ قسمت در ۱۱ ژوئیه ۲۰۲۱، به پایان رسید.

## خلاصهٔ داستان
چهار مدیر آژانس استعدادیابی اگو به نام‌های کیراچ (باریش فالای)، فریس (جانان ارگودر)، چنار (فاتح آرتمان) و فریده (عایشه‌نیل شاملی‌اوغلو) هر روز با موقعیت‌های دشواری سر و کار دارند و از دیدگاه‌های تجاری خود دفاع می‌کنند. آنها به طرز ماهرانه‌ای هنر و تجارت را با هم ترکیب می‌کنند، اما زندگی خصوصی و حرفه‌ای آنها گاهی اوقات با هم در تضاد قرار می‌گیرد. مدیران و دستیاران آنها ما را به پشت‌صحنه دنیای وحشی بازیگران مشهور می‌برند. جایی که خنده، احساسات، دسیسه، ناامیدی و اشک مدام با هم در طلاقی هستند. دجله (احسن اراوغلو) که برای اولین بار وارد این دنیای وحشی شد، می‌گوید من هم در جنگ هستم و در مبارزه با شخصیت‌هایی که منیتشان بالاتر از قدشان است، از پایین شروع می‌کنم.

## تولید ساخت
این مجموعهٔ تلویزیونی ساخت شرکت آی یاپیم است.

## موضوع
این مجموعهٔ تلویزیونی کپی از مجموعهٔ تلویزیونی فرانسوی به همین نام است که در سه فصل و سال ۲۰۱۵ از شبکه فرانس ۲ پخش شد.
در این مجموعهٔ تلویزیونی هر قسمت با حضور یک ستاره ترکیه در نقش واقعی خود مانند افرادی چون طوبا و گوچه به عنوان بازیگر افتخاری در مجموعهٔ تلویزیونی حاضر می‌شوند.